# Cidade dividida
O termo cidade dividida refere-se a cidades cujo território foi dividido, na sequência de mudanças políticas ou deslocação de fronteiras, entre entidades nacionais distintas.

## Lista de cidades divididas
| Cidade dividida       | País              | Data      | Entre                 | Entre     | E                | E                                      |
| Cidade dividida       | País              | Data      | Nome                  | País      | Nome             | País                                   |
| --------------------- | ----------------- | --------- | --------------------- | --------- | ---------------- | -------------------------------------- |
| Bad Radkersburg       | Áustria-Hungria   |           | Bad Radkersburg       | Áustria   | Gornja Radgona   | Reino dos Sérvios, Croatas e Eslovenos |
| Berlim                | Alemanha          | 1949-1990 | Berlim Oeste          | RFA       | Berlim Leste     | RDA                                    |
| Frankfurt an der Oder | Alemanha          | 1945      | Frankfurt an der Oder | RDA       | Slubice          | Polónia                                |
| Gmünd                 | Áustria-Hungria   |           | Gmünd                 | Áustria   | České Velenice   | Checoslováquia                         |
| Guben                 | Alemanha          |           | Guben                 | RDA       | Gubin            | Polónia                                |
| Gorizia               | Itália            |           | Gorizia               | Itália    | Nova Gorica      | Jugoslávia                             |
| Görlitz               | Alemanha          |           | Görlitz               | RDA       | Zgorzelec        | Polónia                                |
| Komárom               | Áustria-Hungria   |           | Komárom               | Hungria   | Komárno          | Checoslováquia, hoje Eslováquia        |
| Leiding               | -                 |           | Leiding               | França    | Leiding          | Alemanha                               |
| Nicósia               | Chipre            | 1974      | Nicósia               | Chipre    | Nicósia do Norte | República Turca de Chipre do Norte     |
| Rijeka                | Itália            |           | Fiume                 | Itália    | Sušak            | Jugoslávia                             |
| Teschen               | Silésia Austríaca |           | Cieszyn               | Polónia   | Český Těšín      | Checoslováquia                         |
| Tornio                | Suécia            |           | Tornio                | Finlândia | Haparanda        | Suécia                                 |
| Walk                  | Livónia           |           | Valga                 | Estónia   | Valka            | Letónia                                |